# 曲江区
曲江区（きょくこうく）は中華人民共和国広東省韶関市に位置する市轄区。2004年に創設された新しい区である。区政府のある馬壩鎮南東4kmには有名な南華寺がある。また南西3kmには旧石器時代後期の原人が発見された馬壩人遺跡がある。

## 行政区画
1街道、9鎮を管轄する
- 街道
  - 松山街道
- 鎮
  - 馬壩鎮、大塘鎮、楓湾鎮、小坑鎮、沙渓鎮、烏石鎮、樟市鎮、白土鎮、羅坑鎮